# Stenorrhipis madagascariensis
Stenorrhipis madagascariensis là một loài rêu trong họ Cephaloziellaceae. Loài này được Stephani Grolle mô tả khoa học đầu tiên năm 1963.